# Association Omnisports Les Requins de l'Atlantique
A Association Omnisports Les Requins de l'Atlantique é um clube de futebol do Benim. Disputa o Campeonato nacional do país.

## Títulos
- Championnat de la République Populaire du Bénin: 1985, 1987 e 1990
- Coupe de l'Indépendance: 1978, 1981, 1983, 1988, 1989 e 2007
- Coupe de la Ligue de l'Atlantique: 2000
- Coupe de la Ligue Régionale de l'Atlantique et du Littoral: 2003
- Tournoi Carré d'As de la ligue de l'Atlantique et du Littoral: 2004